# Kerron Stewart
Kerron Stewart (Jamaica, 16 de abril de 1984) es una atleta jamaicana, una de las mejores velocistas de finales de la década de 2000 y 2010, tres veces campeona mundial en 4 x 100 m.

## Carrera deportiva
En las Olimpiadas de Pekín 2008 gana dos medallas: plata en los 100 m —tras su compatriota Shelly-Ann Fraser— y bronce en 200 m, tras la jamaicana Veronica Campbell-Brown y la estadounidense Allyson Felix.
En los mundiales de Berlín 2009, Moscú 2013 —quedando por delante de Estados Unidos y Reino Unido— y Pekín 2015 gana el oro en relevos 4 x 100 metros.